# Cala Estreta
La cala Estreta és una platja natural inclosa a l'espai d'interès natural (PEIN) de Castell-Cap Roig al terme municipal de Palamós (Baix Empordà). Aquesta platja és considerada com una de les més emblemàtiques i belles de tota la Costa Brava degut al seu alt valor paisatgístic i natural. És una zona de sorra gruixuda i d'aigües cristal·lines i disposa d'un petit antic refugi de pescadors restaurat el 2010. Les úniques estructures properes són algunes cases residencials totalment envoltades de bosc. La costa està formada per petites cales unides pel camí de ronda. Limita al nord-est amb la cala d'en Remendon i al sud-oest amb un tram de penya-segats.
Té una longitud de 46 metres i una amplada mitjana de 12 metres, No disposa de cap servei, llevat d'una petita guingueta que s'hi sol instal·lar a l'estiu. Hi és molt habitual la pràctica del nudisme.
Forma part d'un grup de quatre platges: cala Estreta, cala d'en Remendon, cala de Roca Bona i la cala del Cap de Planes, connectades entre elles per roques que sobresurten al mar i que fan d'espigons naturals, afavorint l'acumulació de sorra. A l’última platja, cap de Planes, és on acaba el terme municipal de Palamós. Enfront d'elles, aproximadament a un quilòmetre, hi ha les illes Formigues.
L'Agència Catalana de l'Aigua efectua un control setmanal de la qualitat de l'aigua, durant la temporada de bany, amb el resultat d'excel·lent.

## Accés
Des de PalamósCirculant per la C-35, s'agafa la sortida direcció la platja de Castell. Passant per una carretera asfaltada i deixant a l'esquerra el Càmping Benelux. Es continua tot recte fins a deixar la carretera asfaltada, allà hi ha el camí de terra que ens hi porta, però que durant els mesos d'estiu roman tancat. Hom acostuma a aparcar al cotxe al pàrquing de la Platja de Castell que hi ha a la dreta del tram final de la carretera asfaltada. Després d'haver aparcat el cotxe, se segueix el camí de terra esmentat anteriorment i durant uns 1,4 km (30-35 minuts a peu) es camina fins a arribar a un punt en què s'eixampla considerablement. Allà s'hi observa a mà dreta unes escales que baixen fins al camí de ronda. Finalment, acabades les escales i girant a mà esquerra, ja s'arriba a la Cala Estreta
Des de PalafrugellCirculant per la C-35, direcció Palamós. S'agafa la sortida direcció Platja de Castell i es segueix el mateix recorregut que ja s'ha esmentat a l'anterior apartat. També s'accedeix a través del camí de ronda, al voltant dels Jardins de Cap Roig de Calella de Palafrugell. Aproximadament s'hi tarda uns 40 minuts a peu.